# Molí d'en Cabana
El molí d'en Cabana és un molí de vent fariner que forma part del molinar de Fartàritx, a Manacor. En el Passeig de Fartàritx, 9, s'ubica en els límits del nucli urbà, està enrevoltat de solars sense edificar. Hi ha altres molins a prop d'ell, donant lloc a bones perspectives visuals, destorbades en tot cas pels edificis d'es Serralt. Destaca pel forn de pa i cisterna de capelleta, tot i que el parament presenta nombrosos descrostats i erosions.

## Tipologia i elements
El molí d'en Cabana consisteix en una torre de base quadrangular d’una sola planta amb paraments que combinen la paret verda i els carreus de marès. L’interior es configura mitjançant voltes d’aresta i de canó. A la façana de ponent s’hi obre un portal i s’hi localitzen un forn de pa i una cisterna de capelleta. A la façana de migjorn s’obren un portal allindanat i dues finestres. També s’observa la imprompta d’una finestra. A la façana de llevant s’hi adossa una porxada amb coberta de teules i un aiguavés. La torre també combina la paret verda (part inferior) i els carreus de marès (part superior). Al migjorn s’obre un portal allindanat emmarcat en marès i a la part superior s’obren dos finestrons.

## Galeria

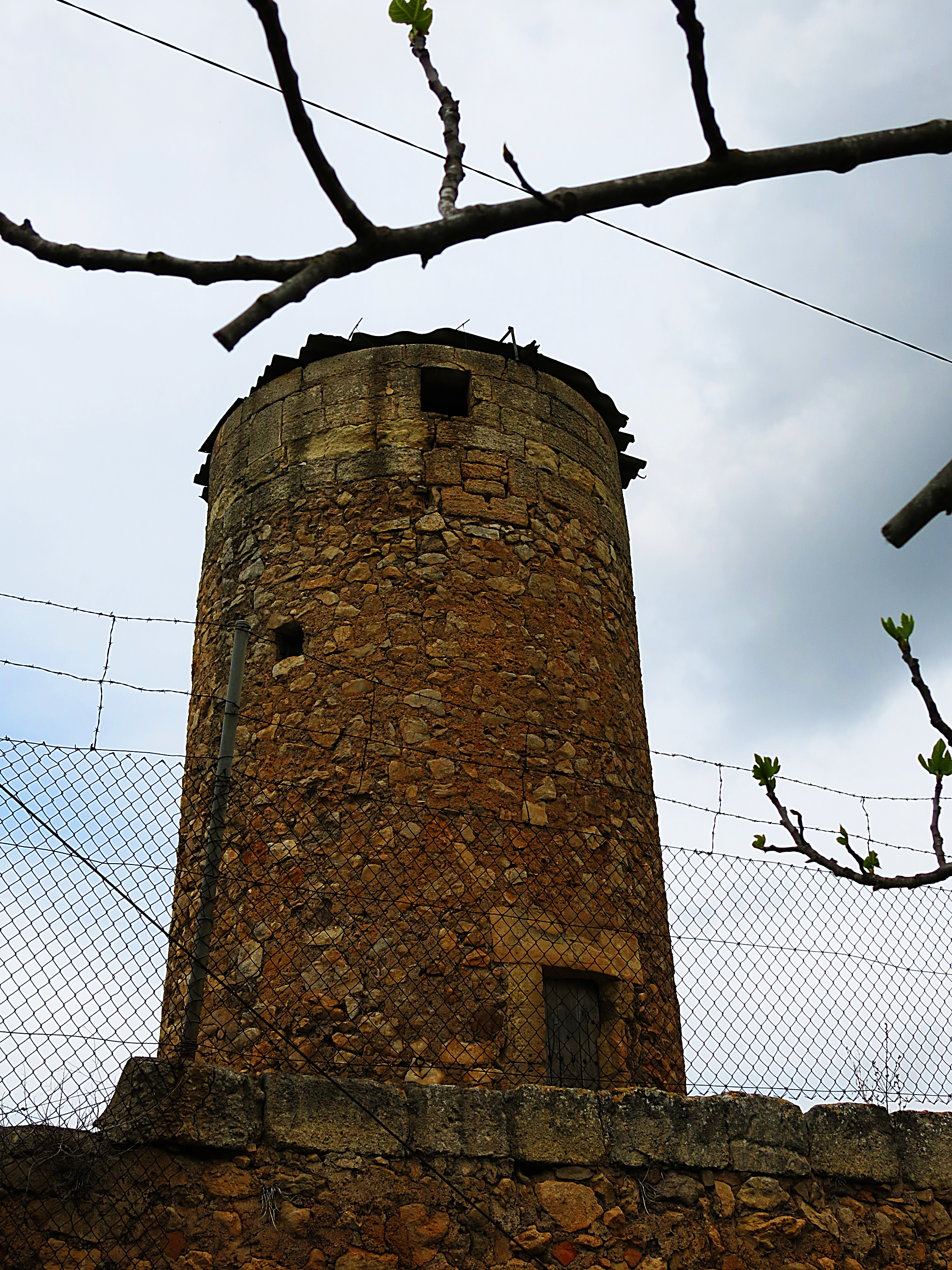
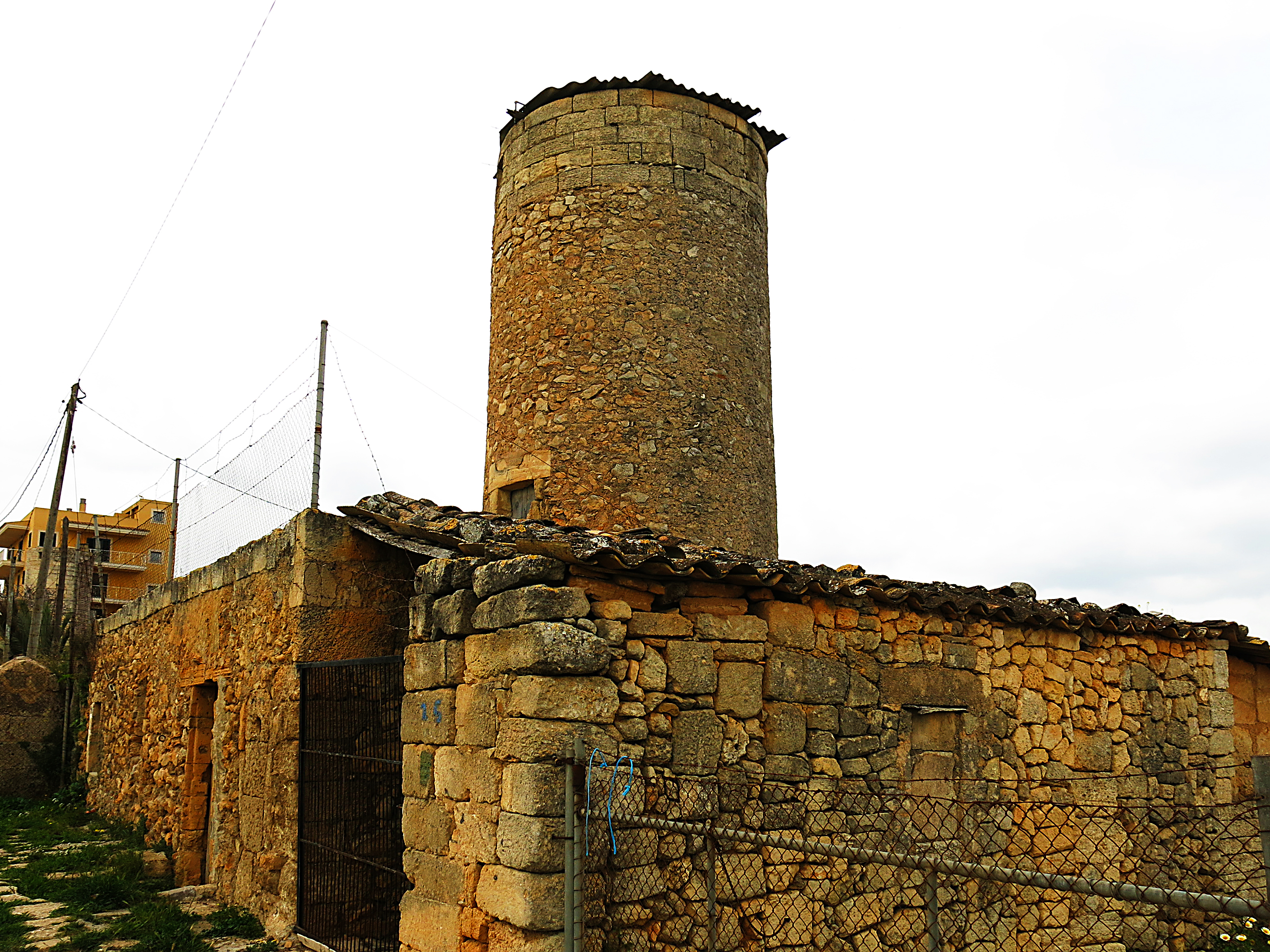
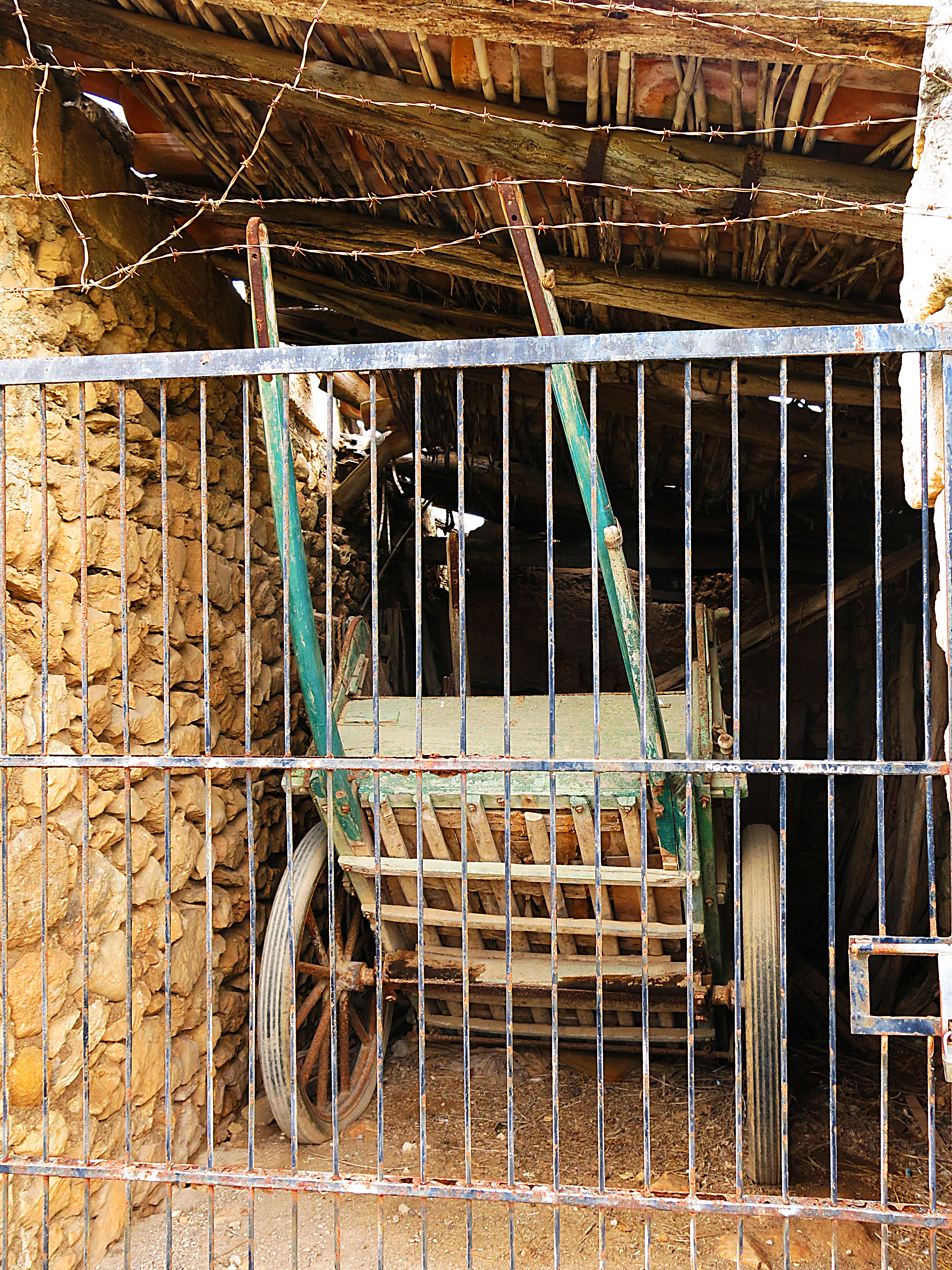